# Bögü khagan
Bögü khagan, décédé en 780 est un khagan du Khaganat ouïgour (744 – 848).

## Biographie
À la mort de son père, Bayan-chor khan, en 759, il lui succède sur le trône.
René Grousset nomme son père Mo-tch’o
Il meurt en 780, et Tun Baga Tarkan le remplace alors.
D'après René Grousset, Kul-tégin  met à mort Bögü et toute la famille de Mo-tch'o, et sans doute tous les conseillers du qaghan. Seul Tonyouqouq échappe à la mort, parce qu’il était le beau-père du frère de Kul-tégin, il ne prend pas sa place, mais fait nommé qaghan son frère aîné, Mo-ki-lien (nom en chinois) appelé par les inscriptions de l'Orkhon, Bilgä qaghan (tr).